# Monomarca

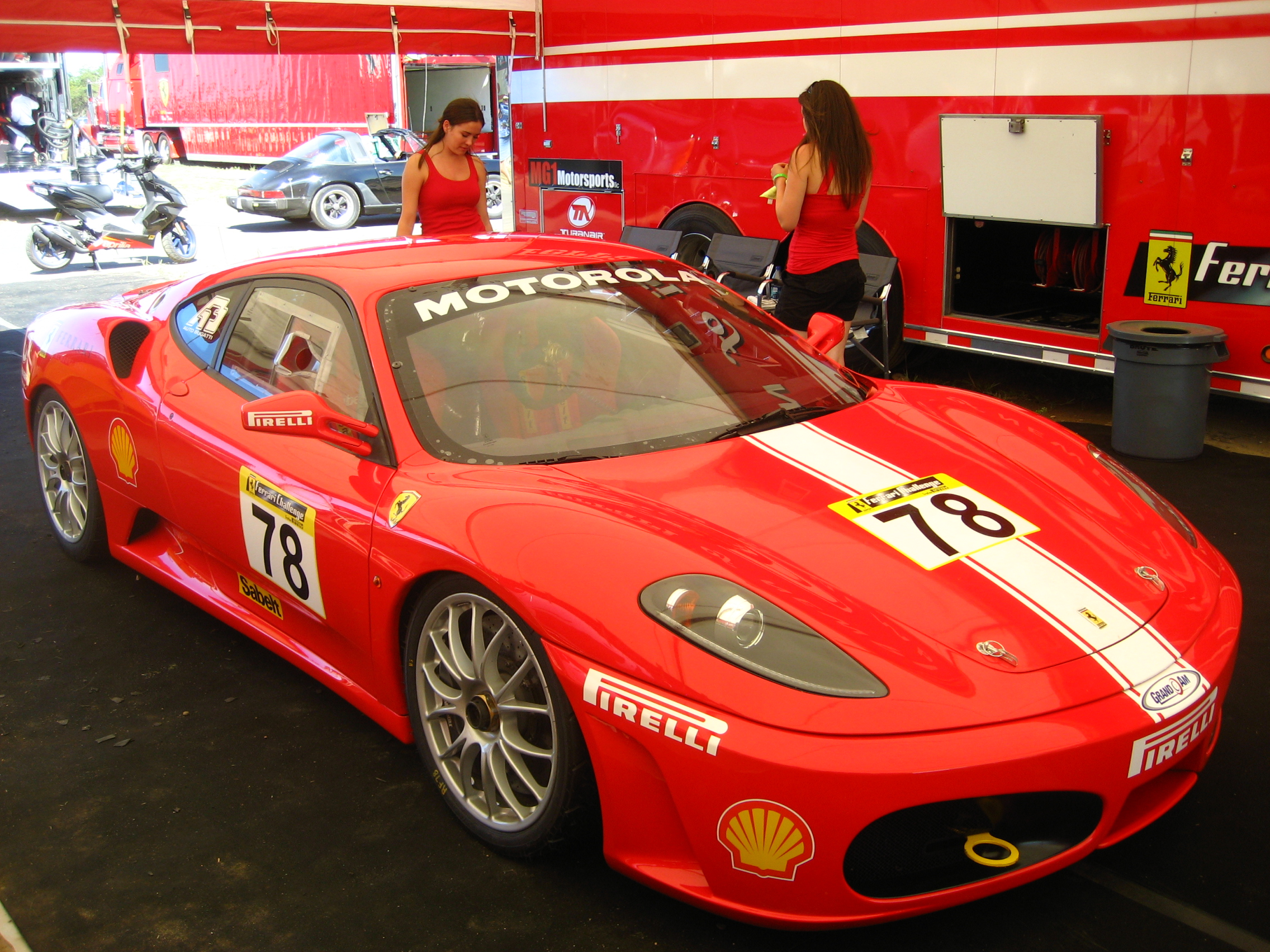
Ferrari F430 Challenge, un campeonato monomarca de gran turismos.

Monomarca es un término usado en automovilismo para describir a una competencia en la que todos los participantes usan el mismo modelo de automóvil, o menos frecuentemente la misma marca de automóviles. Los campeonatos monomarca son muy comunes en velocidad y rally, aunque los hay también en otras disciplinas.
Es habitual que en una categoría monomarca se prohíba modificar el automóvil y se restrinja la cantidad de pruebas por fuera de campeonato, para reducir costos y eliminar diferencias en la preparación del automóvil y el presupuesto del equipo. Al equiparar las mecánicas, se enfatiza la importancia de la habilidad del piloto para conducir y poner a punto el automóvil, así como de la estrategia de carrera del equipo.
Muchos fabricantes de automóviles apoyan este tipo de competencias como forma de publicidad. Por esta razón y para facilitar el acceso a los repuestos, es común que los automóviles sean de calle, o bien que la división deportiva de la marca los prepare para competición a un costo fijo. Por otro lado, gran parte de las categorías menores de monoplazas son monomarca.
Los campeonatos monomarca suelen acompañar en las fechas a categorías abiertas, más populares y prestigiosas. Tal es el caso de la Porsche Supercup, que sirve como complemento a la Fórmula 1.

## Ejemplos de categorías monomarca

### Grandes turismos
- Ferrari Challenge (Ferrari 348, F355, 360, F430, 458 y 488)
- Copa Porsche Carrera (Porsche 911 GT3 Cup)
- Lamborghini Super Trofeo (Huracán Super Trofeo Evo)
- Inter Proto Series (automóvil único llamado Kuruma)

### Turismos
- Copa Nacional Renault (España; actualmente Clio Cup X98)
- Monomarca 1300 del Salado (Fiat 128)

### Monoplazas
- Campeonato de Fórmula 2 de la FIA
- Campeonato de Fórmula 3 de la FIA
- Fórmula Regional Europea
- Super Fórmula Japonesa
- IndyCar Series
- Indy Lights